# Meromyza saltatrix
Meromyza saltatrix är en tvåvingeart som först beskrevs av Carl von Linné 1761.  Meromyza saltatrix ingår i släktet Meromyza och familjen fritflugor. Arten är reproducerande i Sverige. Inga underarter finns listade i Catalogue of Life.

## Bildgalleri

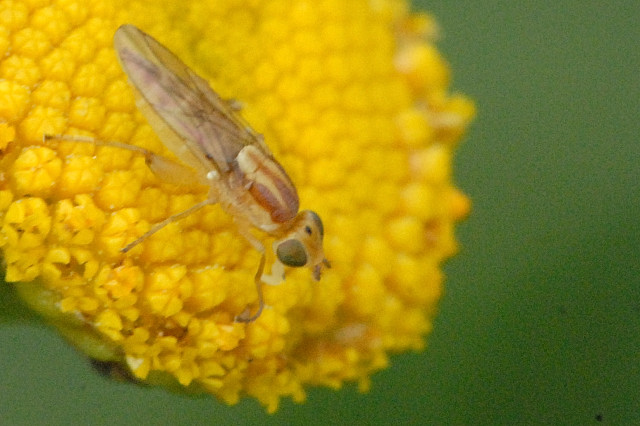
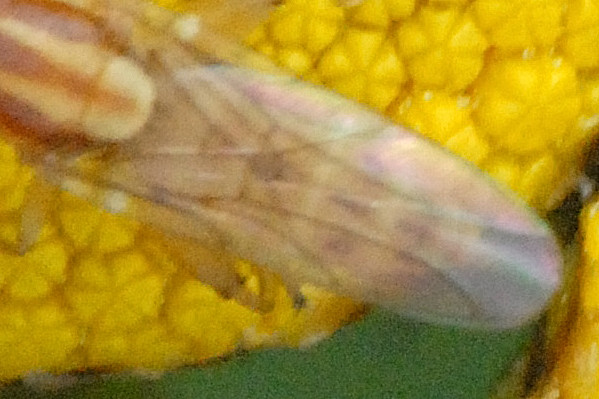